# Сремски дефтери
Сремски дефтери су регести докумената и катастарских пописа из времена власти Османске царевине, којим се могу пратити економска историја манастира и насеља на територији тадашњег Сремског санџака, као и пратити промене везане за конфискацију, продају и промену власништва.
Дефтери се чувају у Архиву Председништва владе у Истанбулу. Најранији је из 1546. године, други из периода 1567—1570. године, у савременим српским записима и летописима познат је као „продаја цркава и манастира”. Последице ове фискалне мере највише су осетили мали сиромашни манастири, јер нису могли да плате откуп, те су неки од њих запустели.